# A.T.M.O.S.P.H.E.R.E
《A.T.M.O.S.P.H.E.R.E》是声優團體sphere的第1張專輯。由GloryHeave在2009年12月23日發行。

## 概要
- 分2種類型發行分別初回限定盤DVD和通常盤。
- 初回限定盤是特製的小冊子和DVD，記錄sphere結成以前在2008年到2009年8月30日にJCB MEETS PORT開催的兩次live《Shake X Sphere 〜夏の夜の夢〜》的演劇（短篇小說）《スフィア30分劇場 すぱのば!》（作者、演出：浅沼晋太郎
- 這張專輯的發售日大約是1個月前發售的第3張單曲《風をあつめて/ Brave my heart》的收錄曲子，不被這張專輯收錄。
- 《Future Stream》、《Treasures!!》、《Super Noisy Nova》、《Dangerous girls》以外的8首曲子全部是新曲。

## 收錄曲
1. Future Stream [4:21]
  - 作詞：畑亞貴、作曲、編曲：山口朗彦
  - 電視動畫《初恋限定。》主題歌
  - 音樂情報節目《Run Run LAN!》2009年4月、5月度主題歌
2. 本当だから困るんだ [4:49]
  - 作詞：畑亞貴，作曲、編曲：渡邊和紀
3. PRINCESS CODE [4:38]
  - 作詞：こだまさおり、作曲、編曲：橋本由香利
4. Treasures!! [4:06]
  - 作詞：畑亞貴，作曲、編曲：黑須克彦
  - 網路遊戲《トリックスターラブ》印象歌
5. 君の空が晴れるまで [4:34]
  - 作詞：畑亞貴，作曲、編曲：山口朗彦
6. らくがきDictionary [4:36]
  - 作詞：畑亞貴，作曲、編曲：黑須克彦
7. Dangerous girls [3:55]
  - 作詞：畑亞貴，作曲、編曲：黑須克彦
  - PSP《剣と魔法と学園モノ。2》印象歌
8. Dream sign [4:56]
  - 作詞：畑亞貴，作曲：黑須克彦、編曲：虹音
9. Super Noisy Nova [4:26]
  - 作詞：畑亞貴，作曲：rino、編曲：虹音
  - 電視動畫《浪漫追星社》主題歌
  - 音樂情報節目《Run Run LAN!》2009年7月、8月度片尾曲
10. Joyful×Joyful [5:28]
  - 作詞、作曲：rino，編曲：大久保薫
11. サヨナラSEE YOU [4:35]
  - 作詞：こだまさおり，作曲、編曲：山口朗彦
12. A.T.M.O.S.P.H.E.R.E [5:26]
  - 作詞：畑亞貴，作曲：黑須克彦、編曲：虹音
  - 動畫情報節目《Club AT-X》2010年冬片尾曲

## DVD（初回限定盤）
1. A.T.M.O.S.P.H.E.R.E（Music Clip）
2. Road of Sphere〜JCBホールまでの道〜

## 外部連結
- Pl@net sphere（页面存档备份，存于）（sphere公式）